# Van Oldenbarneveldtplein
Het Van Oldenbarneveldtplein is een plein in Amsterdam Oud-West.

## Geschiedenis en ligging
Het plein kreeg per 18 juli 1919 haar naam; een vernoeming naar staatsman Johan van Oldenbarnevelt. De Van Oldenbarneveldtstraat, die vanuit het zuiden op het plein uitkomt, kreeg haar naam echter al op 30 maart 1881. Het verschil in ouderdom van naamgeving is toe te wijzen aan dat het plein het resultaat is van de demping in 1908 van de Van Oldenbarneveldtgracht, die vanaf de Singelgracht richting Kostverlorenvaart liep. Aan de gracht stond houtzaagmolen De Jager; hier herinnert de naam van de in de buurt liggende Zaagmolenstraat nog aan. De oorspronkelijke bebouwing aan het plein dateert dan ook uit de periode 1880 tot 1900. Het plein ligt sinds 1919 tussen de Singelgracht en de Frederik Hendrikstraat. 
Het plein werd ingericht als speelplaats, die ook van de Singelgracht tot aan de Frederik Hendrikstraat loopt.

## Gebouwen
Huisnummers lopen op van 1 tot en met 59 zonder 31 tot en met 49 aan de oneven zijde en 1 tot en met 18 (zonder 12 en 14) aan de even zijde.
Verreweg de meeste gebouwen stammen uit de genoemde periode 1880-1900, maar op een enkele plaats heeft sloop en nieuwbouw plaatsgevonden. De bebouwing aan de zuidkant van het plein kreeg de stijl mee van die tijd, alsook een blokje woningen (2-10) aan de noordzijde. De noordzijde wordt grotendeels in beslag genomen door twee schoolgebouwen, waarvan er een de voorgevel heeft staan aan het Frederik Hendrikplantsoen 7. Geen van de gebouwen aan het plein heeft een status van gemeentelijk of rijksmonument (gegevens 2020).
Van Oldenbarneveldtplein 16, ontworpen door de Dienst der Publieke Werken, werd gebouwd rond 1892 en bood vanaf de oplevering onderdak aan scholen met diverse namen en schoolniveaus (lagere en middelbare scholen).
Frederik Hendrikplantsoen 7/Van Oldenbarneveldtplein 12, ontworpen door dezelfde gemeentelijke dienst, werd in de periode daarna gebouwd (1892-1899) en onderging eigenlijk hetzelfde lot. Er was enige tijd de Van Houweningen-MAVO gevestigd met minstens twee bekende leerlingen: Willem Holleeder en Danny de Munk. 

## Kunst
De gracht is weergegeven in twee schilderijen van Herman Misset en op enkele foto’s. Hij schilderde rond 1901 de gracht vanaf de twee bruggen die over de gracht lagen. De bruggen zijn uiteraard bij de demping verloren gegaan.
Aan de oostzijde van het plein staan een figuratief en een abstract beeld. De figuratieve is in de vorm van een vrouw, en is gemaakt door Else Ringnalda. Het vrouwenfiguur kijkt naar een abstract beeld (titel: Why not) van Norman Dilworth, dat nauwelijks boven het maaiveld uitkomt. Ringnalda liet zich inspireren door Homo ludens (spelende mens), terwijl Dilworth houdt van geometrie. Beide beelden komen uit 1986.
Op het plein ligt een glasmozaïek van enkele vierkante meters groot, ontworpen door Wijnanda Deroo. Het stamt uit 1993.

## Afbeeldingen

### Afbeeldingen gracht

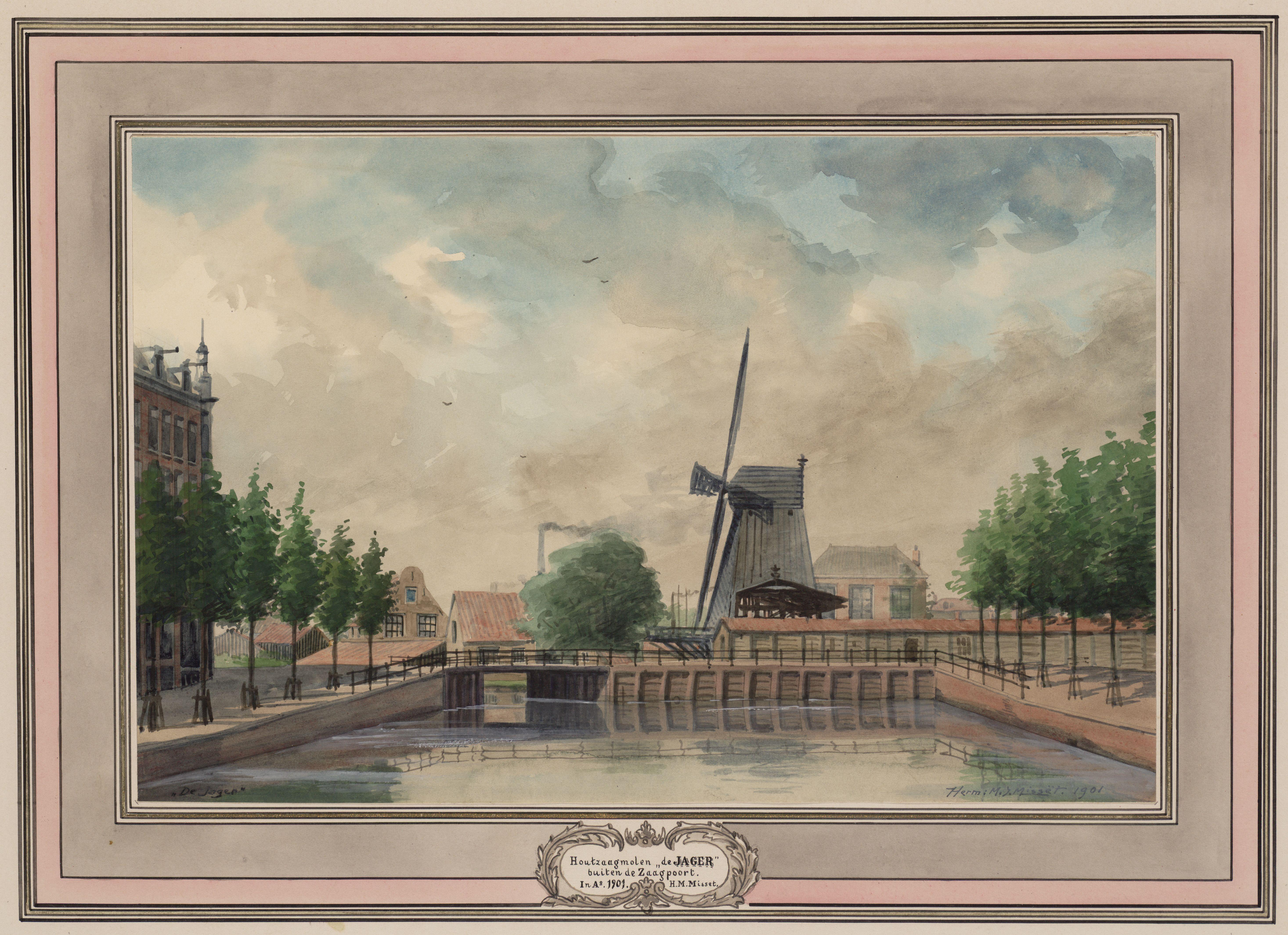
Van Oldenbarneveldtgracht richting westen (1901)
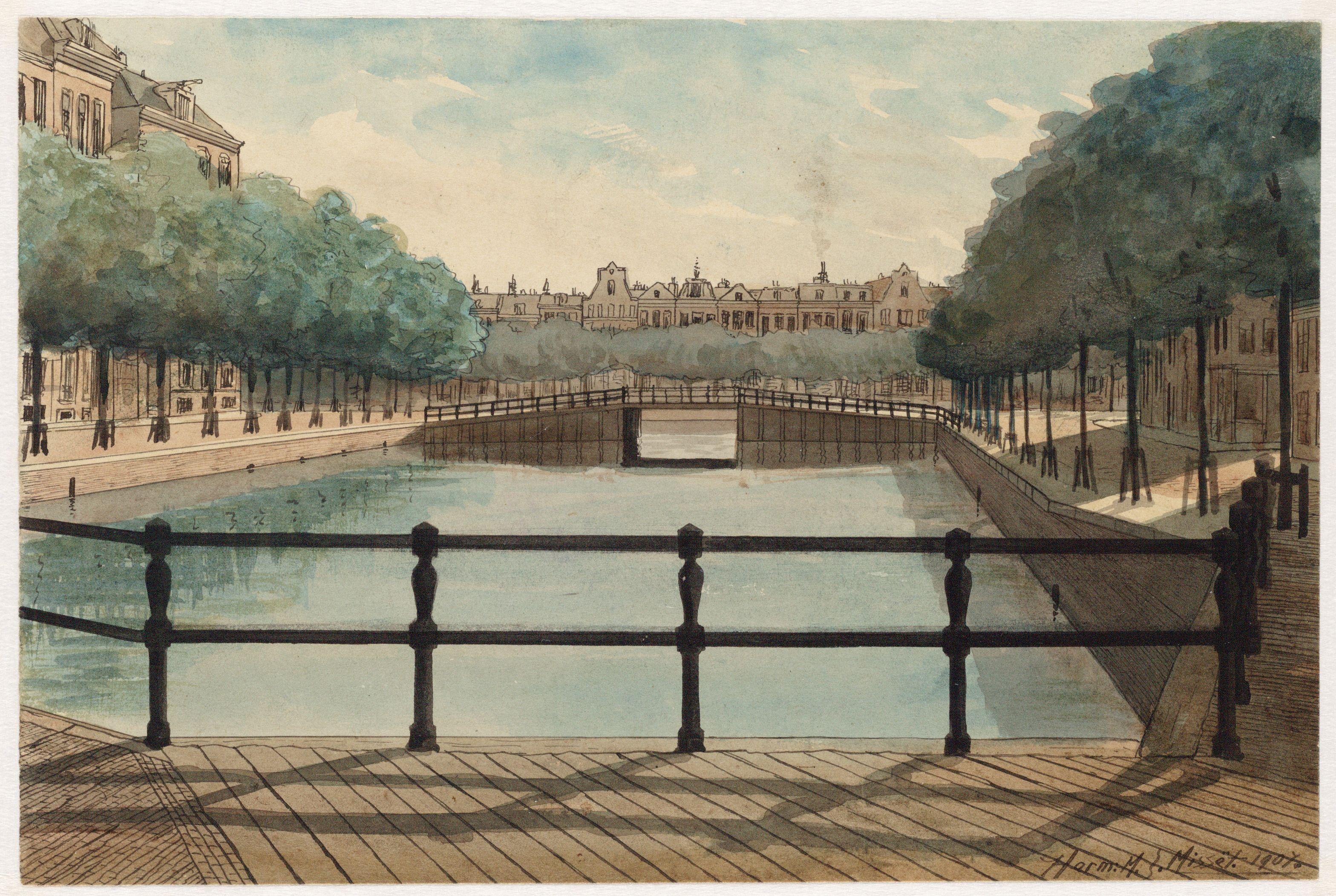
Van Oldenbarneveldtgracht richting oosten (1901)
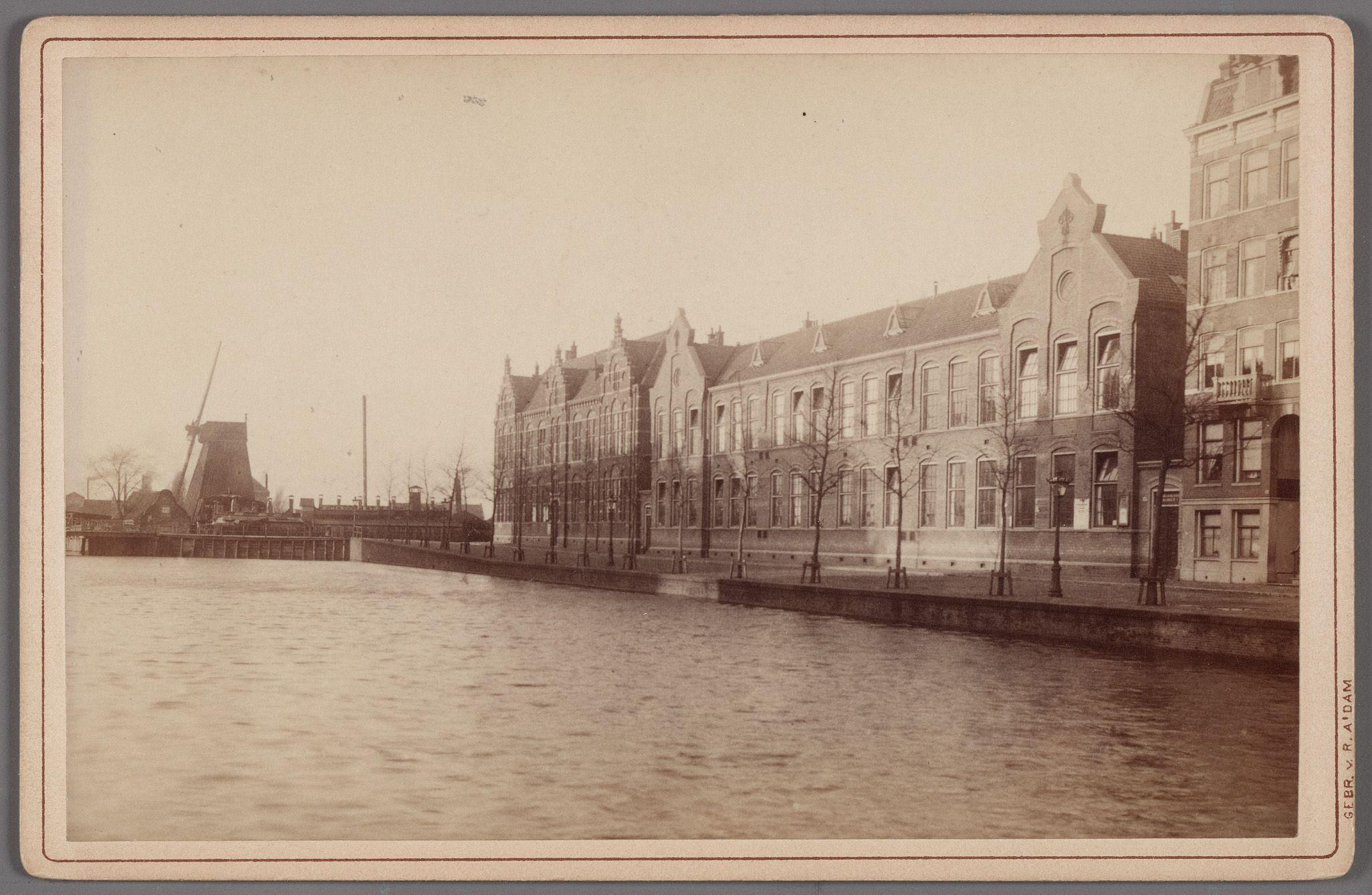
Scholen langs de gracht (rond 1900)

### Afbeeldingen plein

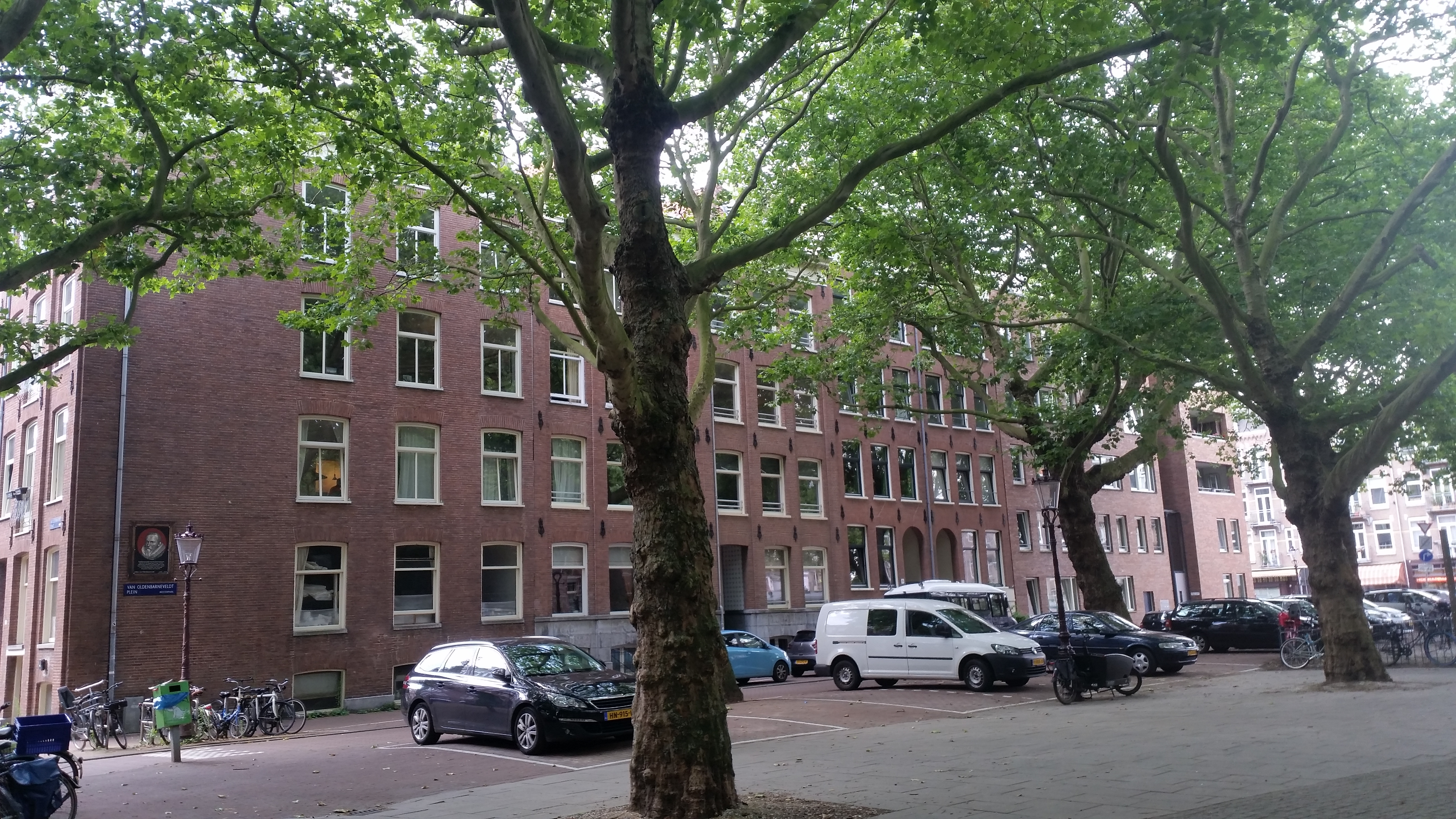
Van Oldenbarneveldtplein 11-29 met op het eind blokje nieuwere bouw (juli 2020)
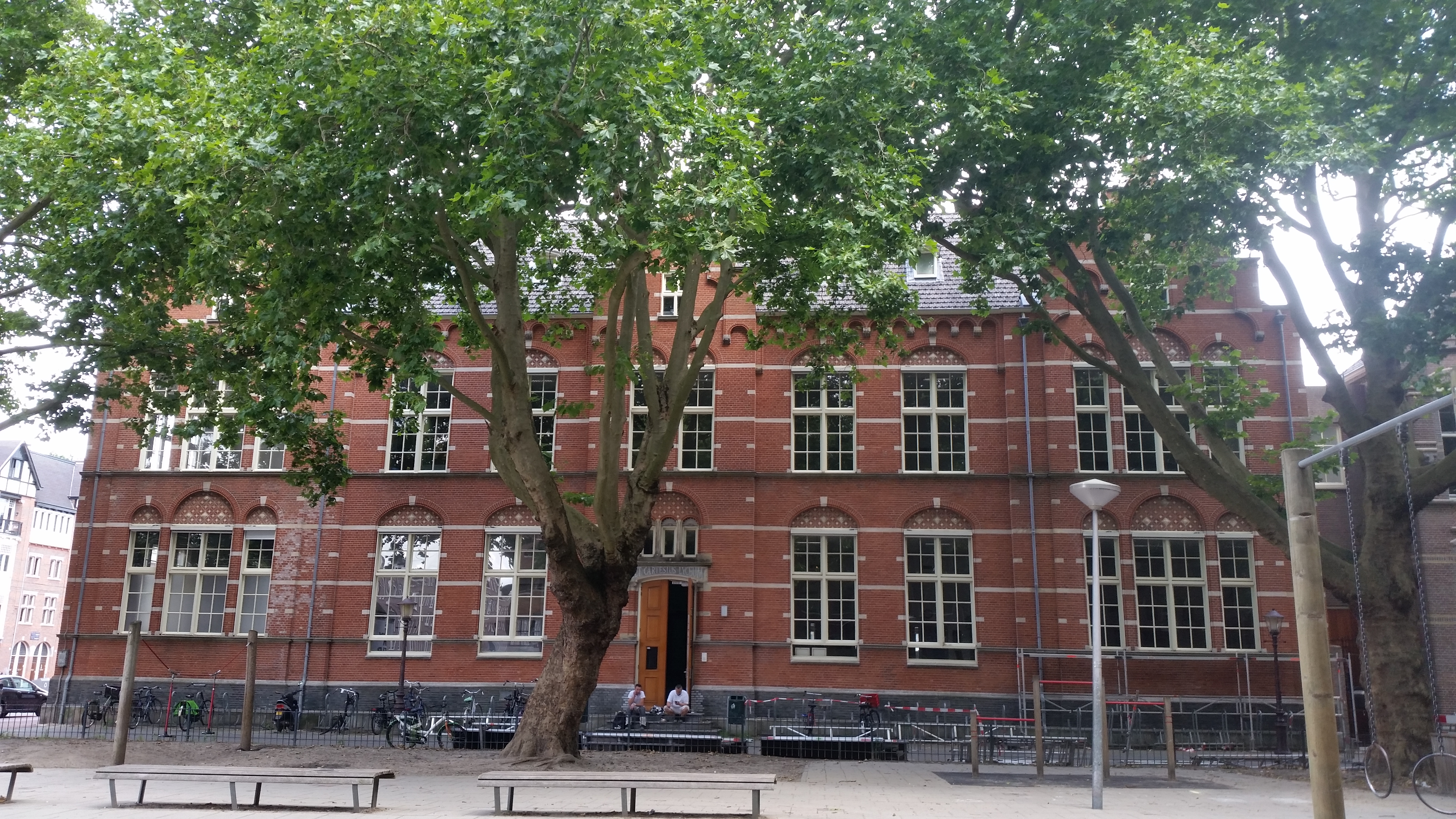
Van Oldenbarneveldtplein 16 (juli 2020)
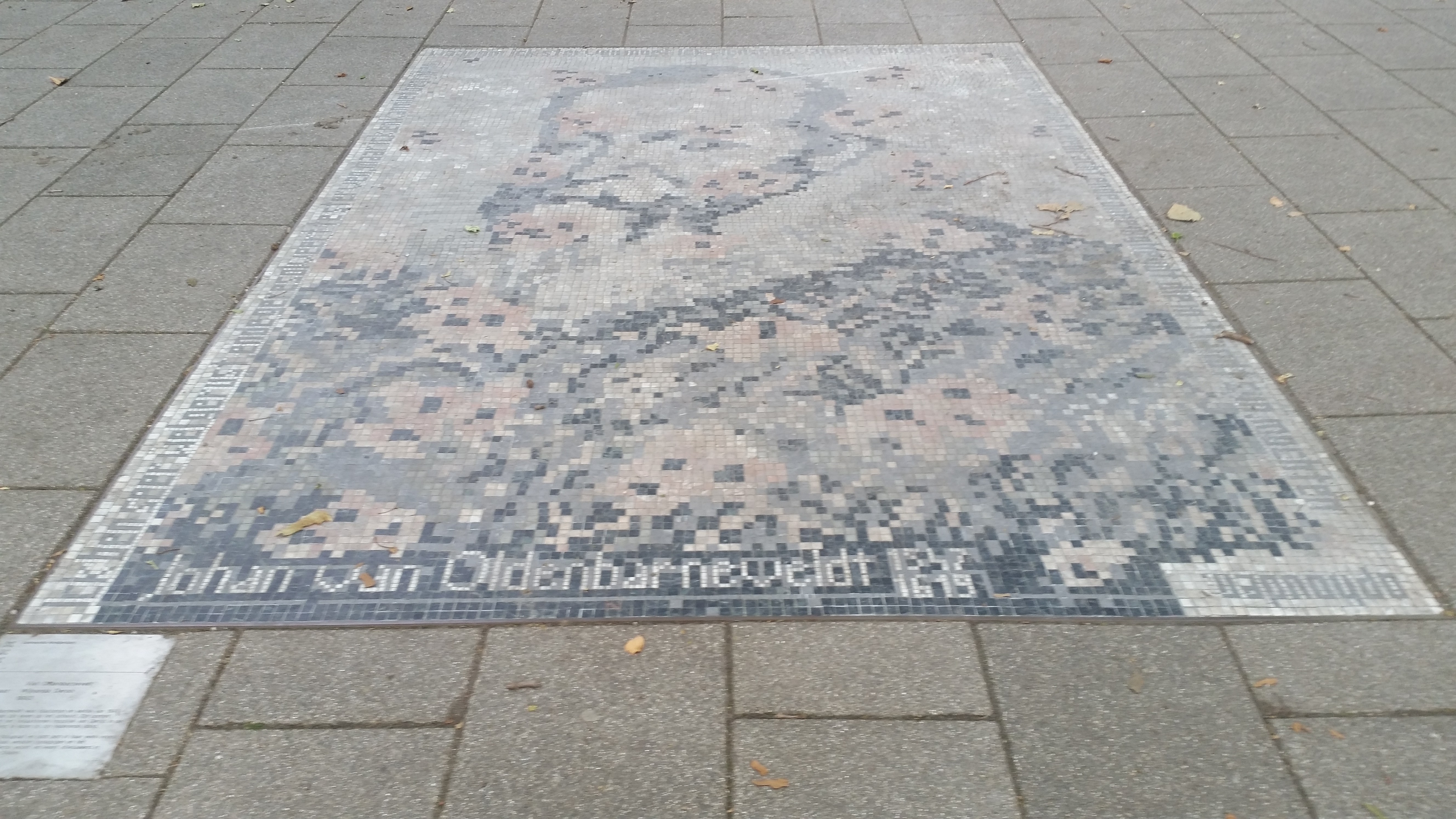
Mozaïek van Wijnanda Deroo (juli 2020)
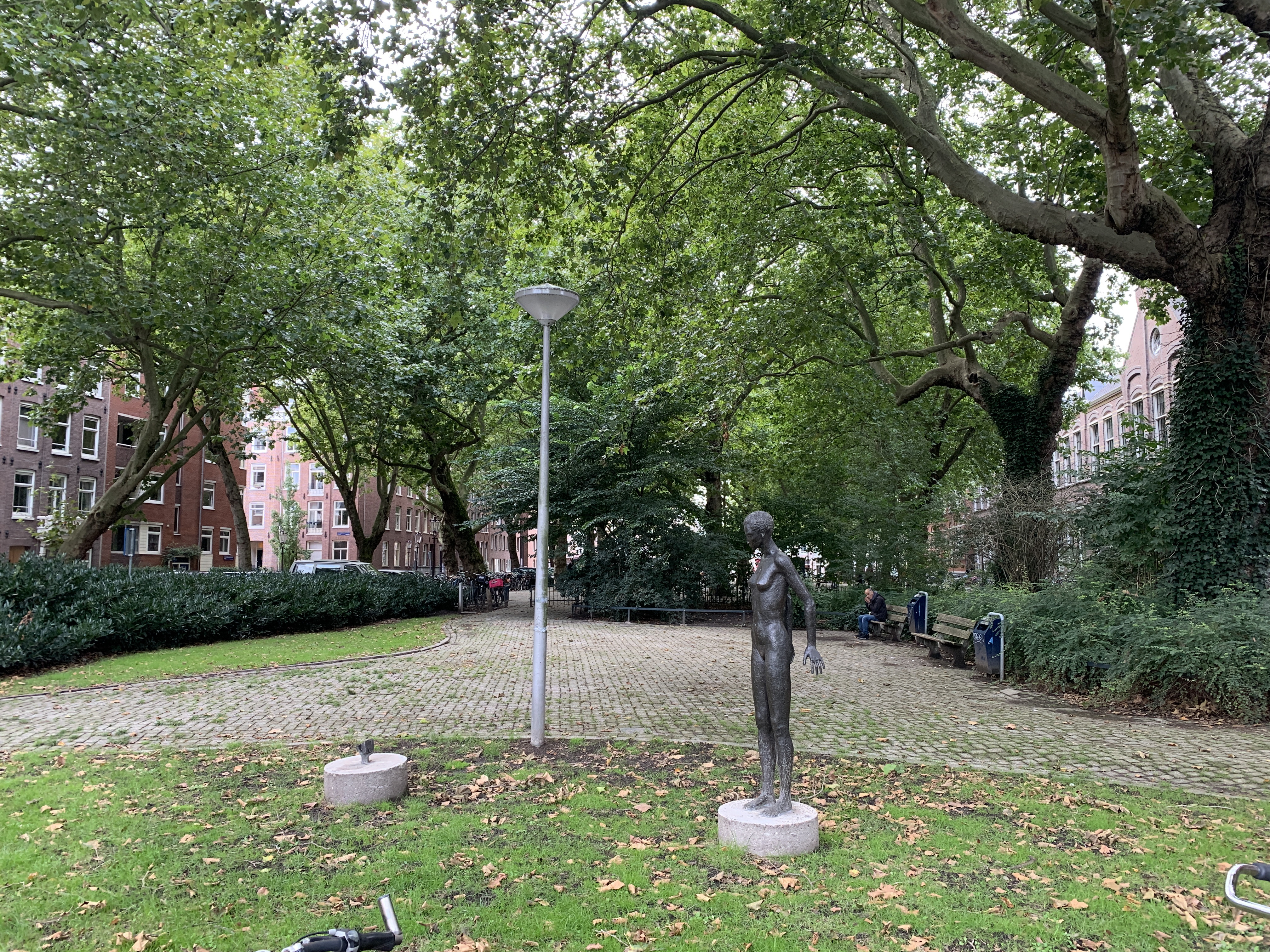
Vrouwenfiguur en Why not (september 2020)